# Lycorina canberrae
Lycorina canberrae är en stekelart som beskrevs av Ian D. Gauld 1984. Lycorina canberrae ingår i släktet Lycorina och familjen brokparasitsteklar. Inga underarter finns listade i Catalogue of Life.